# Blanco (sångare)
Riccardo Fabbriconi, mest känd som Blanco, född 10 februari 2003 i Brescia, är en sångare som representerade Italien i Eurovision Song Contest 2022 i Turin i en duett med Mahmood.
I februari 2021 utgav Blanco musiksingeln "Paraocchi". Låten placerade sig på FIMI:s musiksingellista.